# Antiochos III Đại đế
Antiochos III Đại đế (Tiếng Hy Lạp: Ἀντίoχoς Μέγας; k. 241 TCN – 187 TCN, trị vì từ năm 222 TCN đến năm 187 TCN) là hoàng đế (Megas Basileus) thứ sáu của Đế quốc Seleukos thời Hy Lạp hóa. Lãnh thổ của ông bao gồm Syria và những vùng đất rộng lớn ở Tây Á.
Antiochos là con út của Seleukos II Kallinikos, ông lên kế ngôi vào năm 18 tuổi và có nhiều tham vọng bành trướng vương quốc. Ban đầu Antiochos thất bại trong cuộc xâm lăng vương quốc Ptolemaios, nhưng vào những năm tiếp theo, Antiochos đã chứng tỏ mình là ông vua thành công nhất của nhà Seleukos, chỉ sau Seleukos I. Sau cuộc Đông chinh ở Amyzon trong các năm 203 và 202 TCN, ông được đặt ngoại hiệu là Đại đế. Bản thân ông cũng xưng "Đại vương", tức là Basileus Megas theo tiếng Hy Lạp và Shah theo tiếng Ba Tư, sau khi chiếm được Koile Syria.
Tự xưng là "Người hộ vệ nền tự do Hy Lạp chống lại sự đô hộ của La Mã", Antiochos III gây chiến với Cộng hòa La Mã ở đại lục Hy Lạp vào mùa Thu năm 192 trước Công nguyên nhưng bị đánh bại.

## Tiểu sử
Antiochos III được thừa hưởng từ vua cha một quốc gia đang rối loạn. Không những vùng Tiểu Á trở nên độc lập, mà cả các tỉnh phía đông xa xôi cũng mất: Bactria dưới quyền của Diodotos I người Hy Lạp và Parthia dưới quyền cai trị của thủ lĩnh bộ lạc du cư Arsaces. Sau khi Antiochos lên ngôi, ở Media và Ba Tư, anh em tổng đốc Molon và Alexandros làm loạn.
Antiochos, chịu sự ảnh hưởng tai hại của quan đại thần Hermeias, đã cho phép một cuộc tấn công xứ Judea thay vì đối mặt với quân nổi loạn. Cuộc tấn công Judea tỏ ra là thất bại và những viên tướng được gửi đi để tấn công Molon và Alexandros đã gặp thiên tai. Chỉ tại Tiểu Á, nơi mà chú của vua có thể là Achaios thay mặt cho vương quốc Seleukos, đã khôi phục lại vị thế của nó và đưa sức mạnh của Pergamon trở lại giới hạn của nó.
Vào năm 221 TCN, cuối cùng thì Antiochos đã đến miền đông và cuộc nổi loạn Molon và Alexandros bị đàn áp. Vùng Hạ Media, vốn đã giành độc lập dưới sự lãnh đạo của Artabazanes, đã phải quy phục vua Seleukos. Để lại giành quyền cai trị từ tay Hermeias, Antiochos đã cho người ám sát Hermeias và quay trở lại Syria (năm 220 TCN). Trong khi đó, Achaios nổi dậy và xưng vương ở Tiểu Á. Tuy nhiên, quân nổi loạn của Achaios không đủ mạnh để tấn công Syria, Antiochos cho rằng ông có thể bỏ qua Achaios lúc này và cố gắng xâm chiếm vùng đất mới là Judea.

### Những cuộc chiến đầu tiên chống lại các triều vua Hy Lạp hóa khác

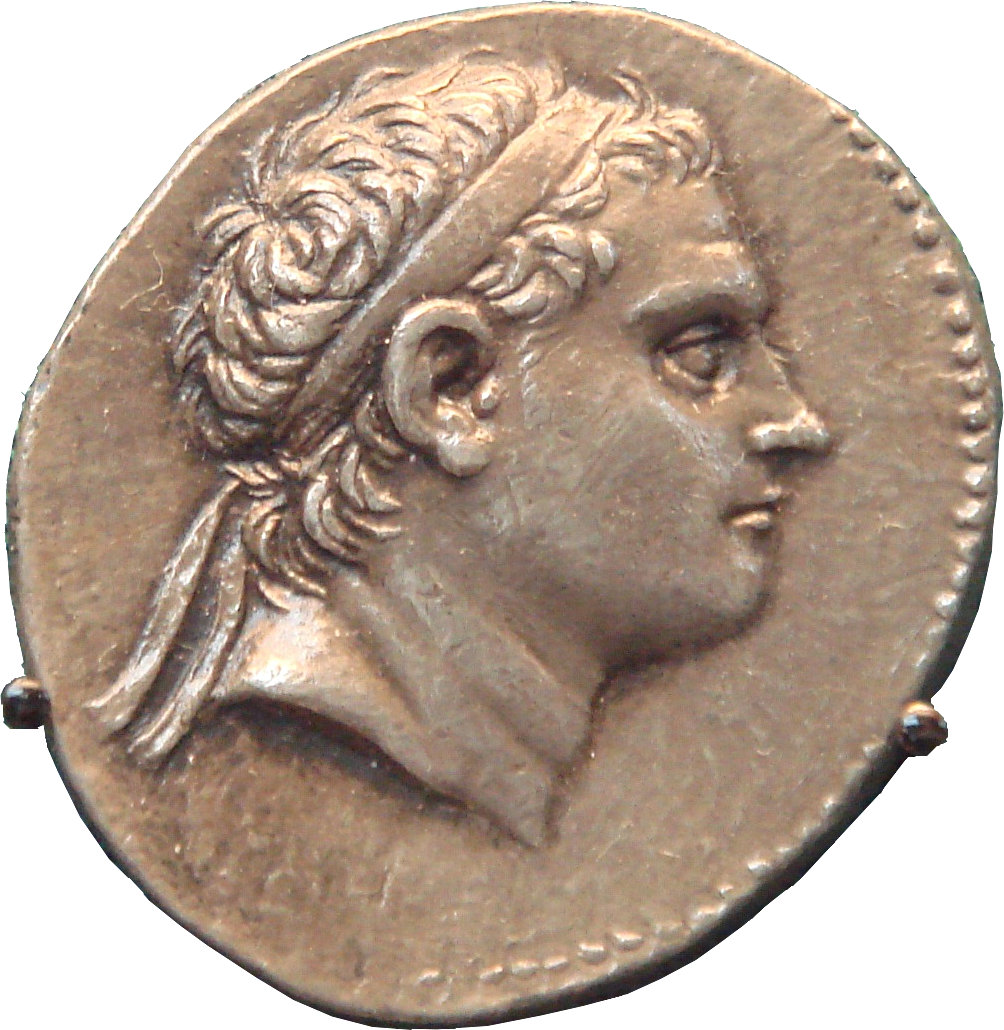
Tiền in hình Antiochos III. (Bảo tàng Anh Quốc)

Trong các năm 219 TCN và năm 218 TCN, vua Antiochos III phát động chiến tranh, đưa quân đội Seleukos xâm chiếm hầu hết biên giới Ai Cập dưới triều vua Ptolemaios. Tuy nhiên, vào năm 217 TCN, quân đội Ptolemaios - dưới quyền vua Ptolemaios IV - đã đập tan tác quân của Antiochos III trong trận Raphia. Chiến bại tại Raphia đã hủy hoại hết thành tựu trước đây của Antiochos III, buộc ông phải tháo chạy tới miền bắc Liban. Vào năm 216 TCN, Antiochos III tới miền bắc để đối phó với Achaios, và tới năm 214 TCN ông tiến vào Sardis. Antiochos III đã tính toán việc chiếm đoạt của cải của quân nổi loạn Achaios (xem Polybius) nhưng thành trì cuối cùng đã cầm cự tới năm 213 TCN dưới quyền vợ góa của Achaios là Laodice, sau đó phiến quân mới đầu hàng.
Như vậy sau khi dẹp được bạo loạn ở vùng trung tâm Tiểu Á – triều đình Seleukos dung thứ cho các triều đại xứ Pergamon, Bithynia và Cappadocia. Antiochos III đã chuyển mục tiêu vào việc chinh phục các tỉnh ở miền Tây và miền Bắc xa xôi. Ông bắt buộc vua Armenia là Xerxes phải chấp nhận phục tùng quyền lực tối cao của mình vào năm 212 TCN. Năm 209 TCN, Antiochos III lại ra quân đánh Parthia, chiếm được thủ đô Hecatompylus và đẩy họ vào vùng Hyrcania. Vua Parthia là Arsaces II phải vội vã cầu hòa.

### Chiến dịch Bactria và cuộc viễn chinh Ấn Độ
Năm 209 TCN, Antiochos III tấn công xứ Bactria, nơi vị vua gốc Hy Lạp cũ đã bị lật đổ bởi Euthydemos I. Quân Seleukos do Antiochos điều khiển đã đánh bại Euthydemos trong trận sông Arius, sau đó tiến hành vây hãm thủ đô Bactra xứ Bactria. Cuộc bao vây thất bại, Euthydemos đã đạt được một nền hòa bình trong vinh dự khi Antiochos hứa gả con gái ông (?) cho con trai Euthydemos là Demetrios.
Kế tiếp, giống như Alexandros năm xưa, Antiochos tiến vào vùng thung lũng Kabul, tiếp tục làm bạn với vua Ấn Độ Sophagasenus và trở về miền tây bằng đường Seistan và Kerman (5/206 TCN). Theo Polybius:
| “          | Ông vượt qua dãy Kavkaz (Hindu Kush), nối lại mối quan hệ với nhà vua Ấn Độ Sophagasenus (Subhashsena trong tiếng Phạn), nhận được nhiều voi, cho tới khi ông có được hoàn toàn 150 con và nhận được nhiều lương thực cho quân đội của mình.một lần nữa đặt ra một nhiệm vụ cá nhân cho quân đội của mình: để lại Androsthenes của Cyzicus với nhiệm vụ lấy kho báu mà nhà vua này đã đồng ý giao cho ông ta. | ” |
| — Polybius | |   |

### Chiến dịch Ba Tư và Koile Syria

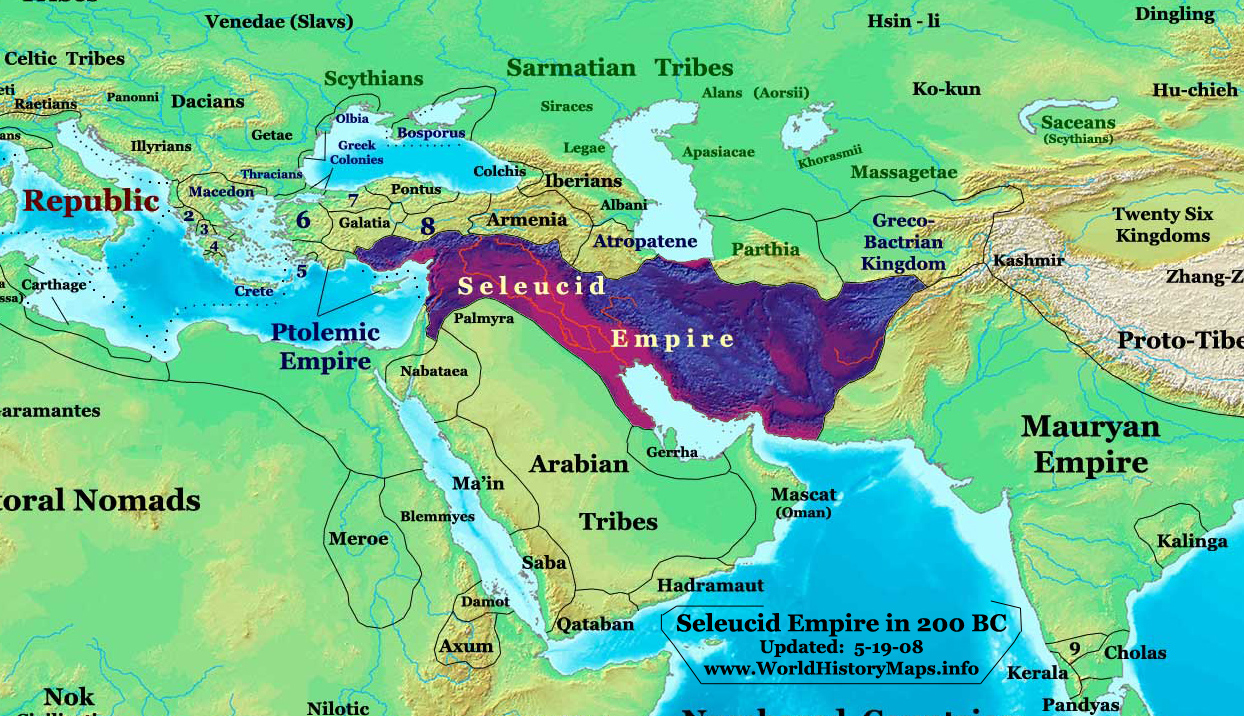
Vương quốc Seleukos vào năm 200 TCN, (Trước khi vua Antiochos bị người La Mã đánh bại).

Từ Seleucia bên bờ Tigris, ông đã tiến hành một cuộc viễn chinh ngắn xuống Vịnh Ba Tư chống người Gerrhae bên bờ biển Ả Rập (205/204 TCN). Antiochos III dường như đã khôi phục được Vương quốc Seleukos ở phía Đông và các chiến tích mang lại cho ông danh hiệu "Đại đế" (tiếng Hy Lạp: Antiochos Megas). Vào năm 205/204 TCN, Ptolemaios IV qua đời, ấu chúa Ptolemaios V Epiphanes lên ngôi ở Ai Cập. Theo ghi nhận của Polybius thì Antiochos III đã thiết lập một hiệp ước bí mật với vua Macedonia là Philippos V về việc phân chia những vùng đất thuộc Ptolemaios. Theo các điều khoản của hiệp ước này, Macedonia được nhận vùng đất của Ai Cập quanh biển Aegean và Cyrene trong khi Antiochos sẽ có được Síp và Ai Cập.
Một lần nữa, Antiochos đã tấn công những tỉnh của triều Ptolemaios ở Kolie Syria và Phoenicia, và vào năm 199 TCN, dường như ông đã chiếm được nó, trước khi những tỉnh này bị tướng Aetolia là Scopas phục hồi cho triều Ptolemaios. Tới năm 198 TCN, Antiochos đại phá quân của Scopas trong trận Panium gần thượng nguồn sông Jordan, một trận chiến được coi là dấu hiệu đánh dấu sự kết thúc của sự cai trị của vương quốc Ptolemaios ở Judea.

### Chiến tranh chống La Mã
Tiếp theo đó, Antiochos III kéo đại quân đến Tiểu Á để chiếm lấy các thị trấn ven biển ở các thuộc địa vùng hải ngoại của triều đình Ptolemaios và các thành bagn Hy Lạp độc lập. Pharaon Ptolemaios V phải cầu cứu Cộng hòa La Mã, dẫn tới cuộc chiến tranh giữa Antiochos III và người La Mã, do Smyrna và Lampsacus khiếu nại đến nước cộng hòa ở phía tây, và đã trở nên căng thẳng hơn sau khi Đại đế Antiochos III chiếm được xứ Thrace. Việc quân đội La Mã rút khỏi Hy Lạp đã tạo cơ hội cho Antiochos III, trong thời gian này, vị danh tướng Hannibal đang lánh nạn trong triều đình của ông.
Vào năm 192 TCN, ông dẫn 1 vạn sang trấn đóng Hy Lạp, và được tôn xưng làm minh chủ của người Aetolia. Tuy nhiên, vào năm 191 TCN, quân đội La Mã dưới sự chỉ huy của Acilius Glabrio chặn đứng quân của ông tại Thermopylae và buộc ông rút về châu Á. Cộng hòa La Mã, vốn đang ở thế thượng phong, lại ra quân tấn công vua Antiochos III ở Tiểu Á, và quân Seleukos đại bại trong tay Scipio Asiaticus tại Magnesia ad Sipylum (190 TCN), sau khi quân La Mã đánh bại Hannibal khi đối mặt trên biển, chiếm được Tiểu Á.
Với Hiệp ước Apamea (188 TCN), vua nhà Seleukos phải từ bỏ tất cả các quốc gia phía bắc dãy Taurus, mà Cộng hòa La Mã phân chia cho các đồng minh của mình; và phải bồi thường một khoản chiến phí không lồ. Hậu quả của Hiệp ước này, là tai họa cho sức mạnh của Vương quốc Seleukos, các tỉnh ly khai đã bị vua Antiochos III chiếm lại, đã công khai nền độc lập của họ. Không những bị Cộng hòa La Mã buộc phải nộp thuế nặng và chiếm đất, Antiochos III còn phải gởi nhiều con tin cho họ. Trong số những con tin này có cả con trai của nhà vua.

## Cái chết của Antiochos III
Chiến tranh chống La Mã kết thúc, nhà vua buồn bã quay về kinh thành Antioch. Antiochos III - không thể nộp được sưu cao thuế nặng cho nước Cộng hòa La Mã - đã phát động một cuộc đông chinh tới Luristan. Tại đây. Ông cướp bóc đền Ba'al ở Elymaïs, Ba Tư. Sự phá hoại này đã khiến cho người dân địa phương trở nên căm ghét ông, họ bèn sát hại ông vào năm 187 TCN. Theo câu 19 trong đoạn 11 sách Daniel ("Daniel 11:1-35"), hành động này đã dẫn đến "một kết thúc chẳng vinh dự" của Antiochos Đại đế. Vương quốc Seleukos mà ông để lại rơi vào tay con trai ông là Seleukos IV Philopator, và người vợ của ông là Laodice.
Đại đế Antiochos III kết hôn lần đầu tiên với Laodice III, người có họ hàng bên nội với ông. Những người con của họ là Antiochos, Seleukos IV Philopator, Ardys, một công chúa vô danh, người đã đính hôn với vua Bactria Demetrios I, Laodice IV, Cleopatra I Syra, Antiochis và Antiochus IV Epiphanes có tên khai sinh là Mithridates. Hoàng hậu Laodice III mất khoảng năm 191 TCN. Sau đó, Đại đế Antiochos III lại kết hôn với Euboea của Chalcis, nhưng ông không có con với người này.

## Chú giải
- Bài viết này bao gồm văn bản từ một ấn phẩm hiện thời trong phạm vi công cộng: Chisholm, Hugh, biên tập (1911). Encyclopædia Britannica (ấn bản thứ 11). Cambridge University Press. {{Chú thích bách khoa toàn thư}}: |title= trống hay bị thiếu (trợ giúp)

1. ↑  Whitehorne, John Edwin George (1994). Cleopatras. Routledge. tr. 84. ISBN 978-0-415-05806-3. ...in the autumn of 192 BC they heard that Antiochus III had crossed over to Greece with his army and declared himself the champion of Greek freedom against Roman domination.
2. ↑  Wilson. Nigel Guy (2006). Encyclopedia of ancient Greece. Routledge. tr. 58. ISBN 978-0-415-97334-2. ANTIOCHUS III THE GREAT c242-187 BC Seleucid king Antiochus III the Great was the sixth king (223-187 BC) … Antiochus landed on the mainland of Greece posing as a champion of Greek freedom against the Romans (192 BC).
3. ↑  Polybius 10.49, Battle of the Arius
4. ↑  Polybius 11.34 Siege of Bactra
5. ↑  Polybius 11.39
6. 1 2  Tiên tri Daniel và bốn đế quốc[liên kết hỏng]
7. ↑  "Bản sao đã lưu trữ". Bản gốc lưu trữ ngày 14 tháng 5 năm 2011. Truy cập ngày 13 tháng 8 năm 2009.